# Вивиани, Элизабетта
Элизабетта Вивиани (итал. Elisabetta Viviani; род. 4 октября 1955, Милан) — итальянская певица, телеведущая и актриса.

## Биография
Элизабетта Вивиани родилась в Милане в 1953 году. С семи лет посещала миланскую балетную школу Лучаны Новаро.
Свою карьеру она начала в 1962 году, играя небольшие роли в RAI. В то же время она научилась играть на гитаре, затем поступила в Миланскую Академию Филодрамматики.
1978 год принёс ей успех благодаря аниме Хайди, саундтрек, к которому она исполнила, разошёлся тиражом в полтора миллиона копий. Песня с текстами Франко Мильяччи, музыкой Кристиана Брюна и припевом Бабы Яги была итальянской темой знаменитого японского аниме режиссёра Исао Такахаты, которое затем транслировалось на RAI.
В 1981 году продюсер Марио Чекки Гори предложил ей роль в популярном фильме «Туз» вместе с Адриано Челентано и Эдвиж Фенек.
В 1982 году Элизабетта впервые участвовала на фестивале в Сан-Ремо, с песней C'è Бальдуччи заняла шестое место.
В 1990 году она начала сотрудничать с Fininvest.
В 2015 году совместно с певцом и автором песен Дарио Балданом Бембо и актёром Франко Ромео она выступила с сольным концертом о жизни папы Франциска с музыкой Балдана Бембо и текстом Адриано Бонфанти и Джиджи Реджи под названием Il primo a chiamarsi Франческо.
Элизабетта Вивиани является также художником.
В феврале 2007 года Элизабетта стала волонтером-спасателем скорой помощи Белого Креста Милана и получила сертификат в октябре 2008 года по номеру 118. Этой благотворительной деятельностью она занималась 10 лет, до Рождества Христова 2018 года.

## Семья
1 сентября 1977 года Элизабетта родила дочь Николь от Джанни Ривера.

## Дискография
- 1995 — Semplicemente canzoni
- 2000 — Un tuffo nel mar Disney
- 2002 — Un film…una canzone
- 2004 — Le favole si possono cambiare
- 2006 — Un Natale di neve
- 2008 — Panta rei (tutto scorre)
- 2012 — Magico Natale
- 2013 — Favolando
- 2013 — Un Natale da favola
- 2015 — Il Natale dei bambini
- 2017 — Elisabetta Viviani per Donnein Quota
- 2017 — Le donne della mia età

## Фильмография

### Кинематограф
- Туз, реж. Кастеллано и Пиполо — 1981
- Секс-шоп, реж. Maria Erica Pacileo e Fernando Maraghini — 2014